# Nyungwe Forest nationalpark
Nyungwe Forest är en nationalpark i Rwanda sydöst om Kivusjön och vid gränsen mot Burundi. På andra sidan gränsen ansluter Kibira nationalpark.
Nationalparken som inrättades 2004 täcker en yta av 970 km². Området var sedan 1984 ett naturreservat. Landskapet är en bergstrakt som ligger 1600 till 1950 meter över havet och som är täckt av skogar samt av våtmarker. Här lever flera djurarter som är endemiska för den västra delen av Östafrikanska gravsänkesystemet (Albertine Rift). Arterna hade under senaste istiden lämpliga livsförhållanden i den fuktiga bergstrakten medan låglänta skogar torkade ut.
I Nyungwe Forest registrerades cirka 85 olika däggdjursarter och ungefär 275 olika fågelarter. Typiska däggdjur är primater som östlig svartvit guereza, schimpans eller svartmössmarkatta. Här lever fåglar som frankoliner och solfåglar. Den utrotningshotade albertinesmygsångaren har i parken sin största population.